# Princesse Shōshi (1286-1348)
La princesse Shōshi ou Masako (奨子内親王, Shōshi (Masako) Naishinnō), 18 septembre 1286 – 23 novembre 1348, est une saiō et puis kōgō (impératrice consort du Japon).

## Source de la traduction
- (en) Cet article est partiellement ou en totalité issu de l’article de Wikipédia en anglais intitulé « Princess Shōshi (1286–1348) » (voir la liste des auteurs).